# Gesta Dannatamente Rozze
Gesta Dannatamente Rozze è la prima ambientazione scritta per il sistema generico per il gioco di ruolo Levity 1d6. È ambientata nel Questland, una terra fantastica in cui vivono le più disparate razze impegnate a compiere missioni assolutamente banali ma che, a causa delle loro particolarità, diventano epopee da raccontare per generazioni. Il Questland è il mondo in cui è ambientato Le Saghe di ConQuest (di Paolo Vallerga e Valerio Porporato, Best of Show a Lucca Comics & Games nel 2001) e poi i successivi Tempus Draconis (di Paolo Vallerga e Valerio Porporato), Daemonibus (di Paolo Vallerga) e SATOR AREPO TENET OPERA ROTAS (di Federica Rinaldi e Enrico Pesce).
Lo stile di gioco privilegia l'aspetto ironico del fantasy, in omaggio al vecchio Kata Kumbas.
La prima edizione è uscita nel 2008.